# Bakaka
Bakaka (auch Zentral-Mbo) ist eine Bantusprache und wird von circa 30.000 Menschen in Kamerun gesprochen.
Sie ist im Département Moungo in der Region Littoral verbreitet. Weniger als 1 % der erstsprachigen und circa 25 % der zweitsprachigen Sprecher können Bakaka lesen und schreiben.
Bakaka wird in der lateinischen Schrift geschrieben.

## Klassifikation
Bakaka ist eine Nordwest-Bantusprache und gehört zu den Ngoe-Sprachen innerhalb Lundu-Balong-Gruppe, die als Guthrie-Zone A10 klassifiziert wird.
Sie hat die Dialekte Babong (auch Ihobe Mbog und Ihobe Mboong), Baneka (auch Mwaneka), Bakaka (auch Ehob Mkaa, Kaa und Kaka), Manehas (auch Mwahed, Mwahet und Mvae), Balondo (auch Ehobe Belon) und Bafun (auch Mbwase Nghuy, Miamilo und Pendia).